# Städtisches Museum Kalkar

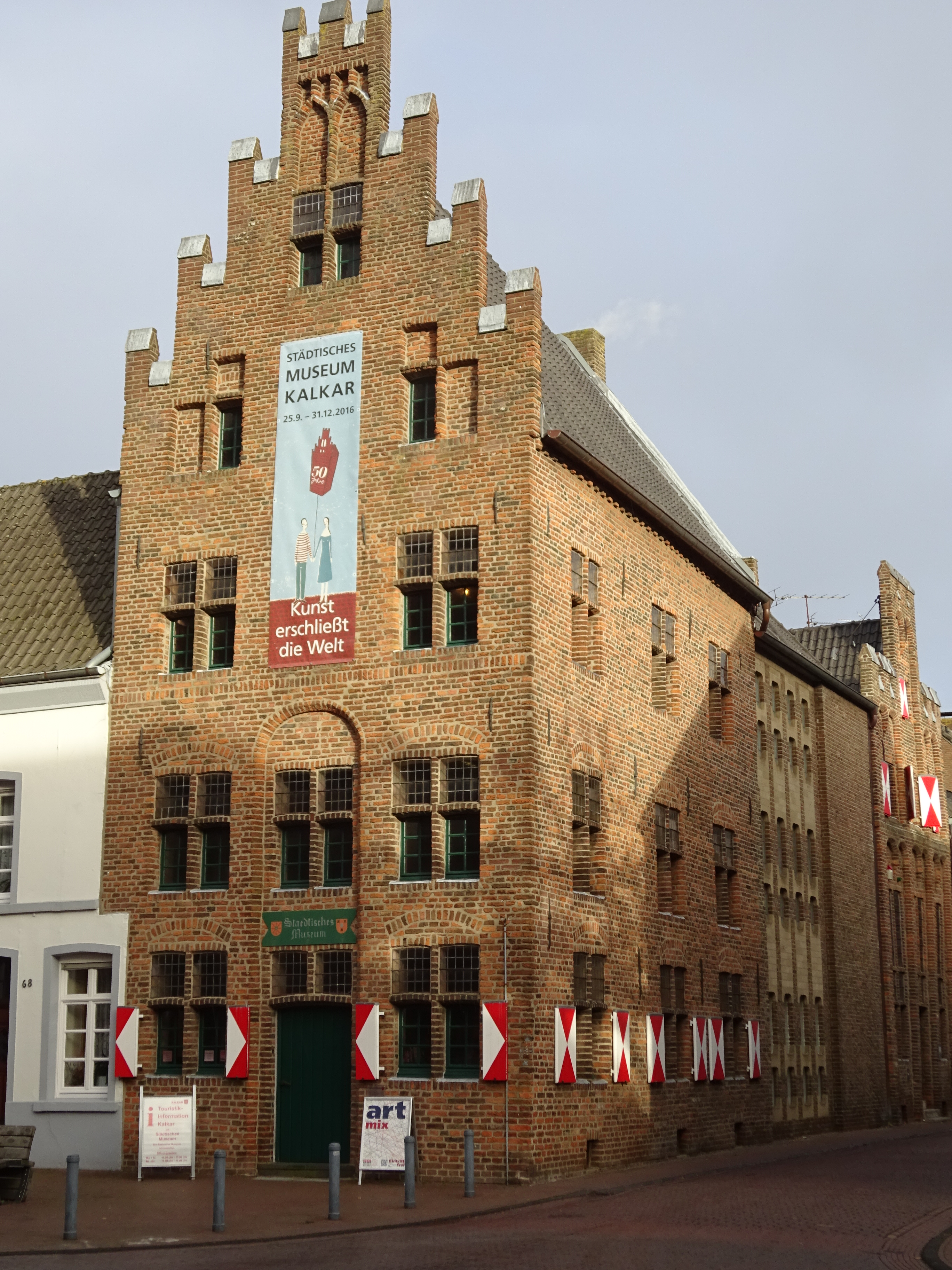
Städtisches Museum Kalkar

Das Städtische Museum Kalkar wurde am 13. Oktober 1966 eröffnet. Es befindet sich in einem Stufengiebelhaus aus dem Jahr 1500. Ein Neubau verbindet es mit dem Archiv der Stadt Kalkar, das im Bürgerhaus der Stadt von 1430 untergebracht ist. 

## Sammlungsbereiche
Das Museum besitzt neben stadtgeschichtlichen Exponaten eine Kunstsammlung, zu der Gemälde von Gerhard Janssen, Max Clarenbach, Heinrich Nauen, Hermann Teuber und Franz Radziwill zählen. Bildhauer in der Sammlung sind unter anderem Kubach-Wilmsen, Heinrich Moshage, Alfred Sabisch und Günther Zins. 
Wechselausstellungen zeitgenössischer Kunst werden seit 1994 vom Verein der Freunde Kalkars organisiert.

## Abbildungen

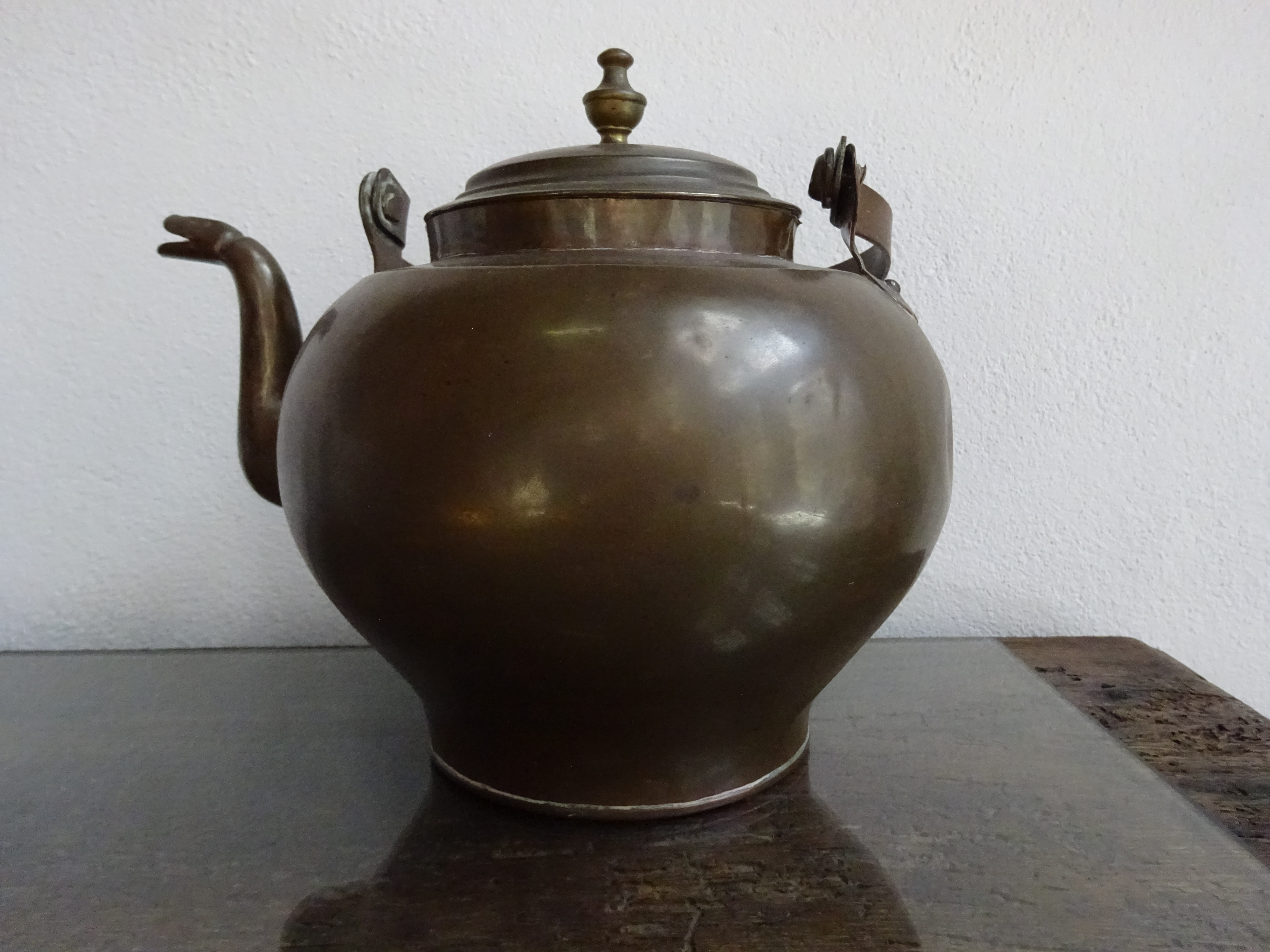
Kanne
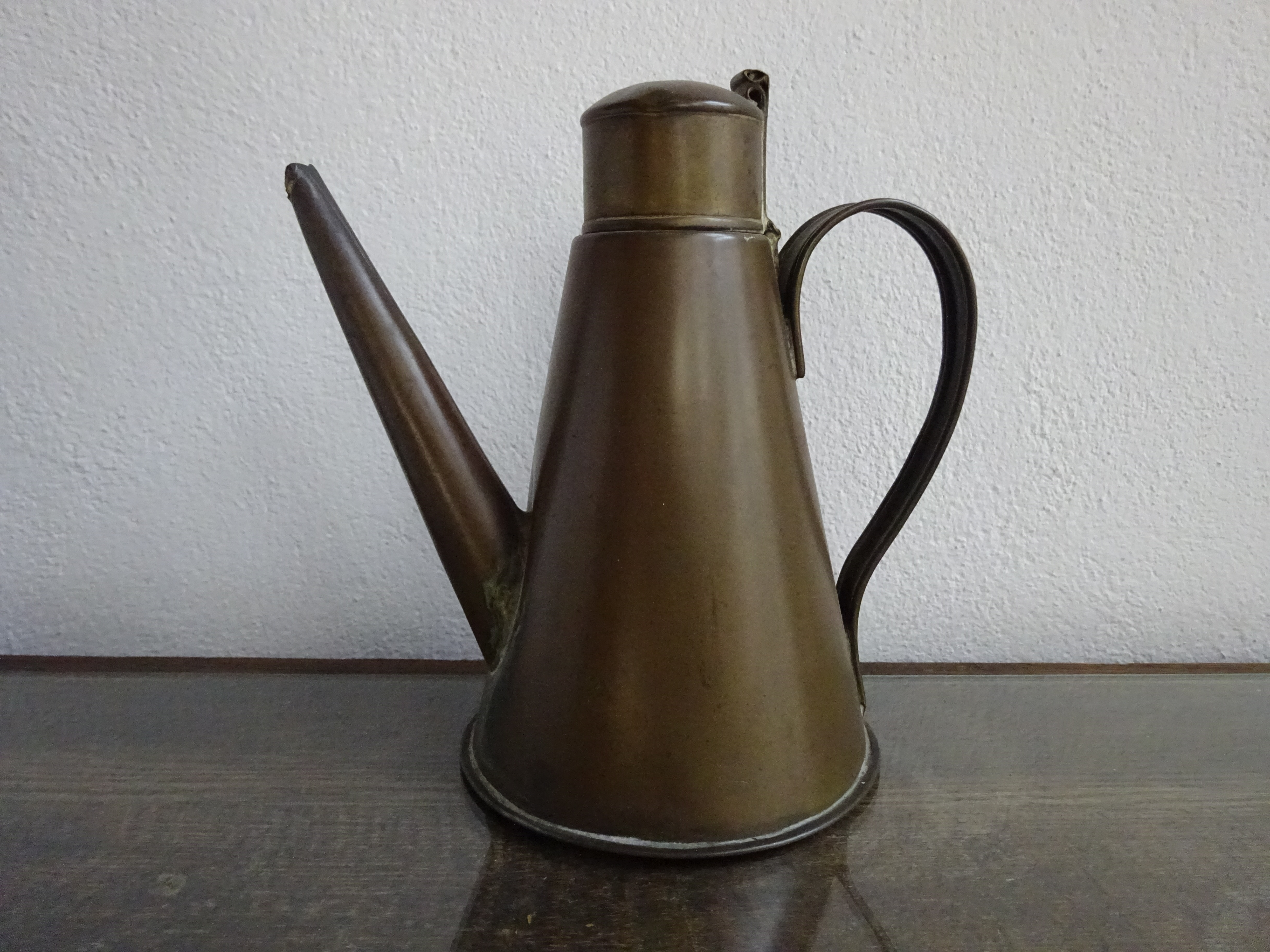
Kanne
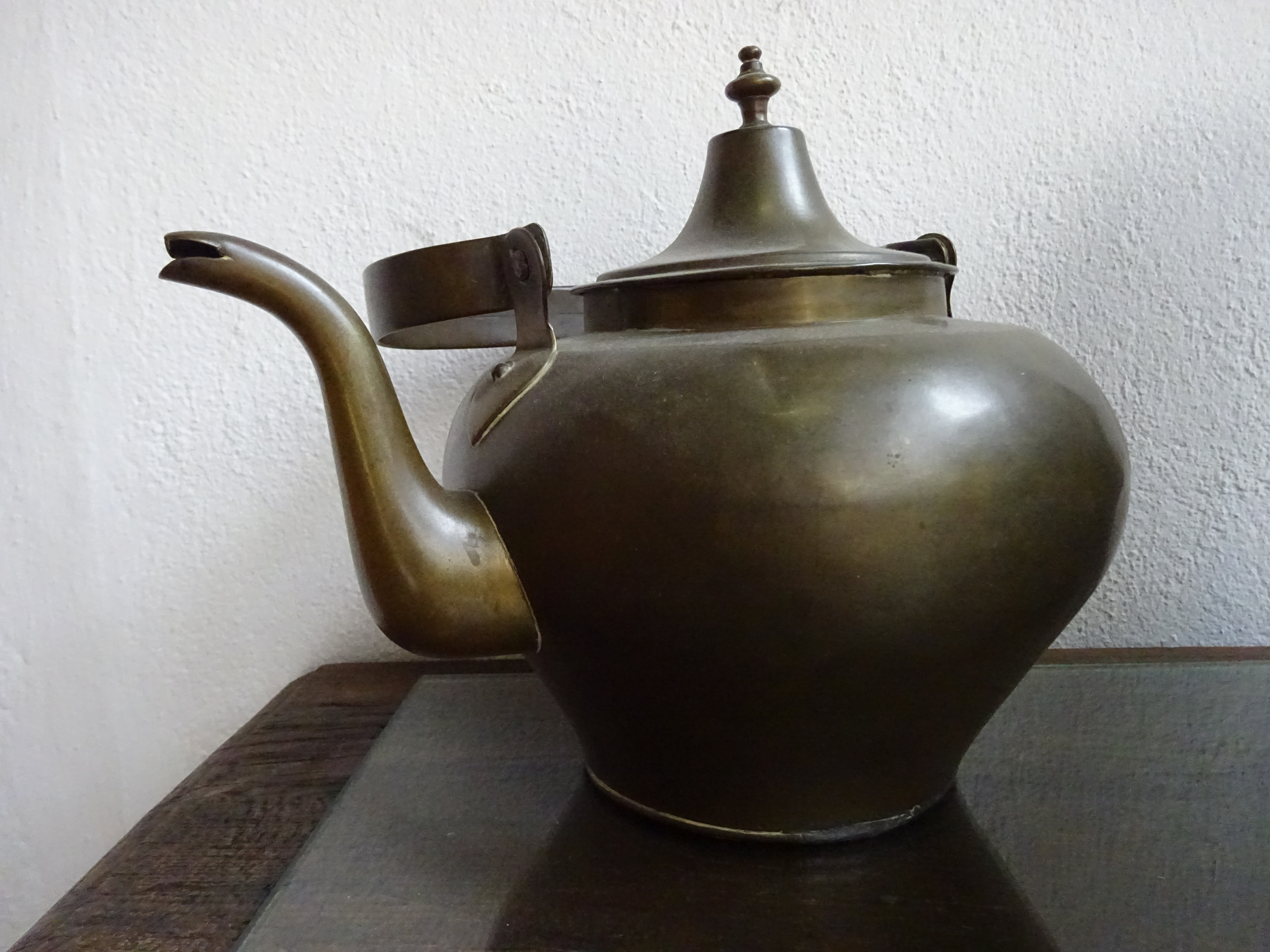
Kanne
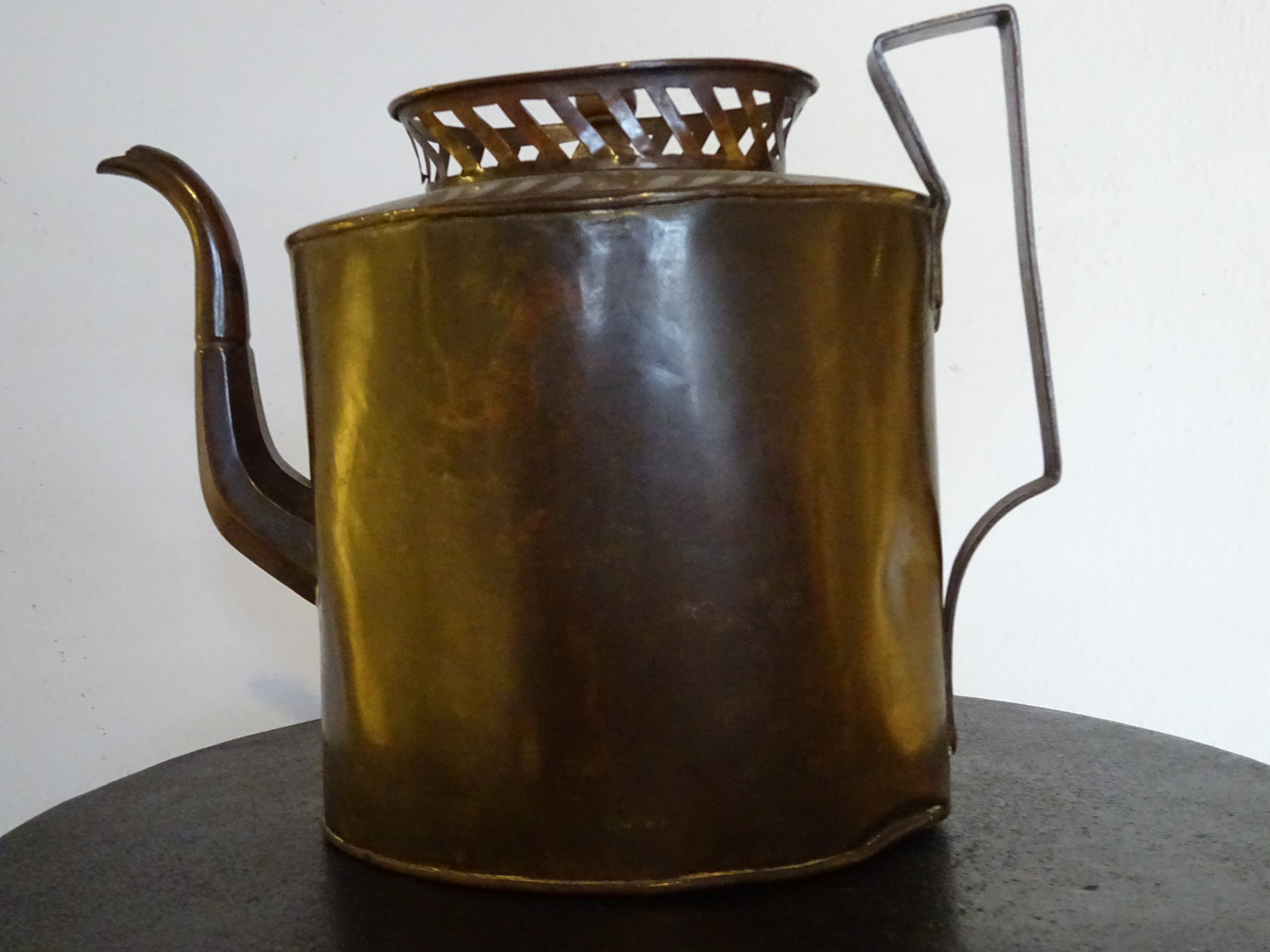
Kanne